# Merida Open
Mérida Open, відомий також за назвою спонсора як Mérida Open Akron — жіночий професійний тенісний турнір. Проводиться у місті Мерида, Мексика. Має статус WTA International із призовим фондом 250 тисяч доларів і турнірною сіткою, розрахованою на 32 учасниці в одиночному розряді і 16 пар. Перший турнір відбувся в лютому 2023 року. Mérida Open є частиною Туру WTA в категорії WTA 250. Турнір започатковано замість Abierto Zapopan.
Турнір відбувається в Yucatán Country Club на кортах з твердим покриттям і спонсорується мексиканським автовиробником Akron.

## Фінали

### Одиночний розряд
| Рік                 | Чемпіонка      | Фіналістка       | Рахунок            |
| ------------------- | -------------- | ---------------- | ------------------ |
| 2023                | Каміла Джорджі | Ребекка Петерсон | 7–6(7–3), 1–6, 6–2 |
| 2024                | Зейнеп Сонмез  | Енн Лі           | 6–2, 6–1           |
| ↓ Турніри WTA 500 ↓ |                |                  |                    |
| 2025                | Емма Наварро   | Еміліана Аранго  | 6–0, 6–0           |

### Парний розряд
| Рік  | Чемпіонки                   | Фіналістки                    | Рахунок       |
| ---- | --------------------------- | ----------------------------- | ------------- |
| 2023 | Кеті Макнеллі Діан Паррі    | Ван Сіньюй Ву Фансьєнь        | 6–0, 7–5      |
| 2024 | Квінн Глісон Інгрід Мартінс | Маґалі Кемпен Лара Сальдан    | 6–4, 6–4      |
| 2025 | Катажина Пітер Маяр Шеріф   | Анна Даніліна Ірина Хромачова | 7–6(7–2), 7–5 |